# Everton FC
Az Everton Football Club angol futballcsapatot 1878-ban alapították Liverpoolban. Jelenleg a Premier League-ben szerepel a csapat és története során több szezont töltött az élvonalban, mint bármely másik angol klub. A hat legsikeresebb angol csapat között tartják őket számon, mivel kilencszer megnyerték a bajnokságot, ötször az FA-kupát, egyszer pedig a KEK-et. Legutóbb 1995-ben nyertek trófeát, az FA-kupát.
Az Everton 1878-ban alapult, legnagyobb riválisa természetesen a város másik profi csapata, a Liverpool. Összecsapásaikat Merseyside derby-ként emlegetik. 2006-ban a vezetőség bejelentette, hogy egy új, nagyobb stadion építését tervezi. A Stolverkosoknak sok szurkolója van, a 2005/06-os szezonban átlagosan a maximális befogadóképesség 90%-a volt kihasználva.
Sok ismert játékos fordult már meg az Evertonban. A valaha volt leghíresebb Dixie Dean, aki az 1920-as és 1930-as években játszott a Goodison Parkban és máig élő gólcsúcsot állított fel azzal, hogy egy szezonban 60 gólt szerzett.

## Klubtörténet
Az Evertont 1878-ban alapították St Domingo FC néven a St Domingo Metodista Templom csapataként, hogy legyen valami elfoglaltságuk, amikor a krikett szünetel. A klubot egy év múlva Everton FC-re nevezték át Liverpool egyik városrésze után, mivel már olyanoknak is egyre szimpatikusabb lett, akik nem tartoztak a templom közösségéhez. 1888-ban alapító tagjai lettek az Angol Labdarúgó Ligának és az 1890/91-es szezonban megnyerték első bajnoki címüket. 1909-ben az FA-kupát is megnyerték, majd az 1914/15-ös idényben ismét elsőként zárták a pontvadászatot. 1925-ben a csapathoz került Dixie Dean, aki az 1927/28-as szezonban 60 gólt lőtt, ami máig érvényes rekord. A Stolverkosok ebben az évadban is megnyerték a bajnokságot.
Két évvel később a gárda kiesett a másodosztályba, de rögtön feljutottak, bajnokként. 1932-ben negyedik bajnoki címüket, 1933-ban pedig második FA-kupájukat nyerték meg. Utóbbi döntőjében a Manchester Cityt verték 3-0-ra. Ez a korszak az 1938/39-es szezon bajnoki elsőségével zárult le. Ezt követően kitört a második világháború és a hivatalos bajnokságok szüneteltek. Az 1946-os újraindulás után a csapat nem tudta megismételni a néhány évvel korábbi sikereket és 1951-ben kiesett. 1954-ben jutottak vissza, azóta egyszer sem hiányoztak a legfelsőbb osztályból.
A liverpooliak második sikeres korszakának kezdete Harry Catterick 1961-es menedzserré való kinevezéséhez köthető. Az 1962/63-as idényben, a mester második évadában bajnokok lettek, 1966-ban pedig 3-2-re verték a Sheffield Wednesdayt az FA-kupa fináléjában. Két évvel később is bejutottak a döntőbe, de nem tudták legyőzni a West Bromwich Albiont a Wembley Stadionban. Az 1969/70-es bajnoki kiírást kilenc pontos előnnyel nyerték a Kékek a Leeds United előtt. A siker ezután elpártolt tőlük, a következő években még a legjobb tíz közé sem fértek be. Cotteril visszavonult és egyik utóda sem volt képes trófeákat nyeri az 1970-es évek hátralévő részében. A legközelebb 1978-ban és 1979-ben kerültek egy újabb bajnoki címhez, mindkét alkalommal negyedikek lettek. 1981-ben Gordon Lee, az addigi menedzser lemondott, mivel az Everton a tabella alsó részén helyezkedett el, jóval a nagy rivális Liverpool mögött.
Howard Kindall vette át csapat irányítását, ezzel kezdetét vette a legsikeresebb éra a Goodison Parkban. 1984-ben FA-kupa-győzelmet, 1985-ben és 1987-ben pedig bajnoki címet ünnepelhettek a szurkolók és a játékosok. 1989-ben ismét bejutottak az FA-kupa fináléjába, de ott kikaptak a Liverpool ellen. A Stolverkosok egyetlen komolyabb sikerüket 1985-ben érték el az európai porondon, akkor a KEK-et nyerték meg. Menetelésük során megverték az UCD-t, az Inter Bratislavát, a Fortuna Sittardot és a Bayern Münchent. A döntőben a Rapid Wien volt az ellenfél, melyet 3-1 arányban győztek le. Ebben az idényben nagyon közel álltak a triplázáshoz, de az FA-kupa döntőjében kikaptak a Manchester Unitedtől.
A Heysel-tragédia (1985-ben a Liverpool szurkolói rátámadtak a Juventus-drukkerekre, akikre rádőlt a stadion rossz állapotú oldalfala) után az angol csapatokat kitiltották az európai kupasorozatokból, így az Everton hiába volt sikeres, nem küzdhetett újabb nemzetközi címekért. Kendall 1987-ben az Athletic Bilbaóhoz szerződött. Helyét asszisztense, Colin Harvey vette át. Az Everton is alapító tagja lett a Premier League-nek 1992-ben, de sokáig keresték a megfelelő menedzsert. 1990-ben ugyan Kendall visszatért, de nem tudta megismételni a korábbi sikereket, utódja, Mike Walker pedig statisztikailag a legsikertelenebb volt. A klub egyik korábbi játékosa, Joe Royle 1994-ben átvette az irányítást a Goodison Parkban, ekkor kezdtek javulni az eredmények. Első meccsén rögtön 2-0-ra nyertek a Stolverkosok a Liverpool ellen, ráadásul megnyerték az FA-kupát is ötödik alkalommal. A Manchester United elleni kupasiker után ismét kiléphettek az európai porondra, mert letelt a tragédia utáni büntetés. A javulás folytatódott és az 1995/96-os idényben hatodikak lettek.
A következő szezon már nem volt ilyen sikeres, a csapat 15. lett. Royle márciusban távozott. A kiesés is kilátásba került, de Dave Watson megmentette a gárdát. Watson egyébként ekkoriban csapatkapitánya is volt az Evertonnak. 1997-ben Kendall harmadszor is leült a kispadra, de ez egyáltalán nem volt jó döntés a vezetők részéről. A Kékek 17. lettek és csak gólkülönbségüknek köszönhették, hogy nem estek ki. 1998-ban Walter Smith a Rangerst otthagyva a Goodison Parkba szerződött, de három szezonja alatt mindig a tabella alsóbb régióiban végzett a gárda.
A vezetőség 2002 márciusában vesztette el türelmét és kirúgta Smith-t. David Moyest szerződtették helyette, aki megmentette a liverpooli gárdát a kieséstől a 15. helyre kormányozta őket. Ezt követően sorrendben 7., 17., 4. és 11. lett a csapat. Ebben az időben robbant be a köztudatba Wayne Rooney, aki később 23 millió fontért a Manchester Unitedhez igazolt.
Moyes négy alkalommal is megdöntötte az átigazolási klubrekordot, 2005-ben (James Beattie, 6 millió font), 2006-ban (Andrew Johnson, 8,6 millió font), 2007-ben (Yakubu Aiyegbeni, 11,25 millió font) és 2008-ban (Marouane Fellaini, 15 millió font).
A 2006/07-es szezonban hatodik lett az Everton, így bejutott az UEFA-Kupába. 2007-ben felvásárolták a Toxeth Tigers nevű kosárlabdacsapatot, melyet átneveztek Everton Tigersre.
A 2023–2024-es szezon során levontak 10 pontot a csapattól, a bajnokság pénzügyi szabályainak megszegéséért. A 2024–2025-ös idény végén elhagyták a Goodison Parkot, az 52 ezer fő befogadására képes Hill Dickinson Stadionba költöztek.

## Klubszínek
A klub történetének első évtizedeiben különböző színösszeállítású szereléseket használt. A legelső mez kék-fehér csíkos volt, de a más csapatoktól érkező játékosok régi mezeiket viselték. Hamar felmerült az igény az egységesítésre, ezért teljesen fekete szerelésre váltottak, abban a reményben, hogy így olcsóbb lesz a mezkészíttetés és talán komolyabbnak is fog kinézni, mint a kék-fehér. Meglehetősen morbid benyomást keltett azonban, így egy átlós piros csík került a mezre.
Az Everton 1892-ben költözött be a Goodison Parkba, ez színváltással is járt, ekkor úgynevezett lazacszínű mezük volt kék rövidnadrággal, kék díszítésű rubinvörös mezre váltottak sötétkék sorttal. A híres királykék mez fehér nadrággal az 1901/02-es szezonban került először használatba. Néhány idényben előfordult, hogy a királykéknek a kék egyik világosabb árnyalatát használták (1930/31, 1997/98), de ez nem tetszett a szurkolóknak. A csapat hagyományosan borostyánszínű mezt használ az idegenbeli meccseken, melyekhez szintén borostyánszínű vagy királykék nadrág társul. Az évek során előfordult már fekete, fehér, szürke és citromsárga idegenbeli mez is.
A Toffeek ma is királykék mezt használnak fehér sorttal és sportszárral. A 2007/08-as idényben idegenbeli összeállításuk fehér mezből, fekete nadrágból és sportszárból állt.

## Címerek
Az 1937/38-as idény végén a klub titkárában, Theo Kellyben, aki később menedzser is lett, megszületett az ötlet, hogy szeretne tervezni egy különleges nyakkendőt az Everton képviselőinek. Mindenki egyetértett, hogy a színe kék legyen, de ekkor Kellynek terveznie kellett egy címert, mely majd rajta lehet a nyakkendőn. Négy hónapig dolgozott, mire eldöntötte, hogy a címer középpontjában Rupert Herceg Tornya lesz. A torony Everton központjában áll.
1787-ben építették és Everton egyik szimbólumává vált. Eredetileg a bűnözőket börtönözték be ide, még mindig az Everton Brow-on, a Netherfield Roadon áll. A torony mindkét oldalán egy-egy babérkoszorú látható. Kelly ezzel a sikereket akarta szimbolizálni. A klub latin mottója is látható rajta, mely így hangzik: "Nil Satis Nisi Optimum". Lefordítva annyit jelent, hogy: "A legjobbon kívül semmi nem elég".

## Stadion

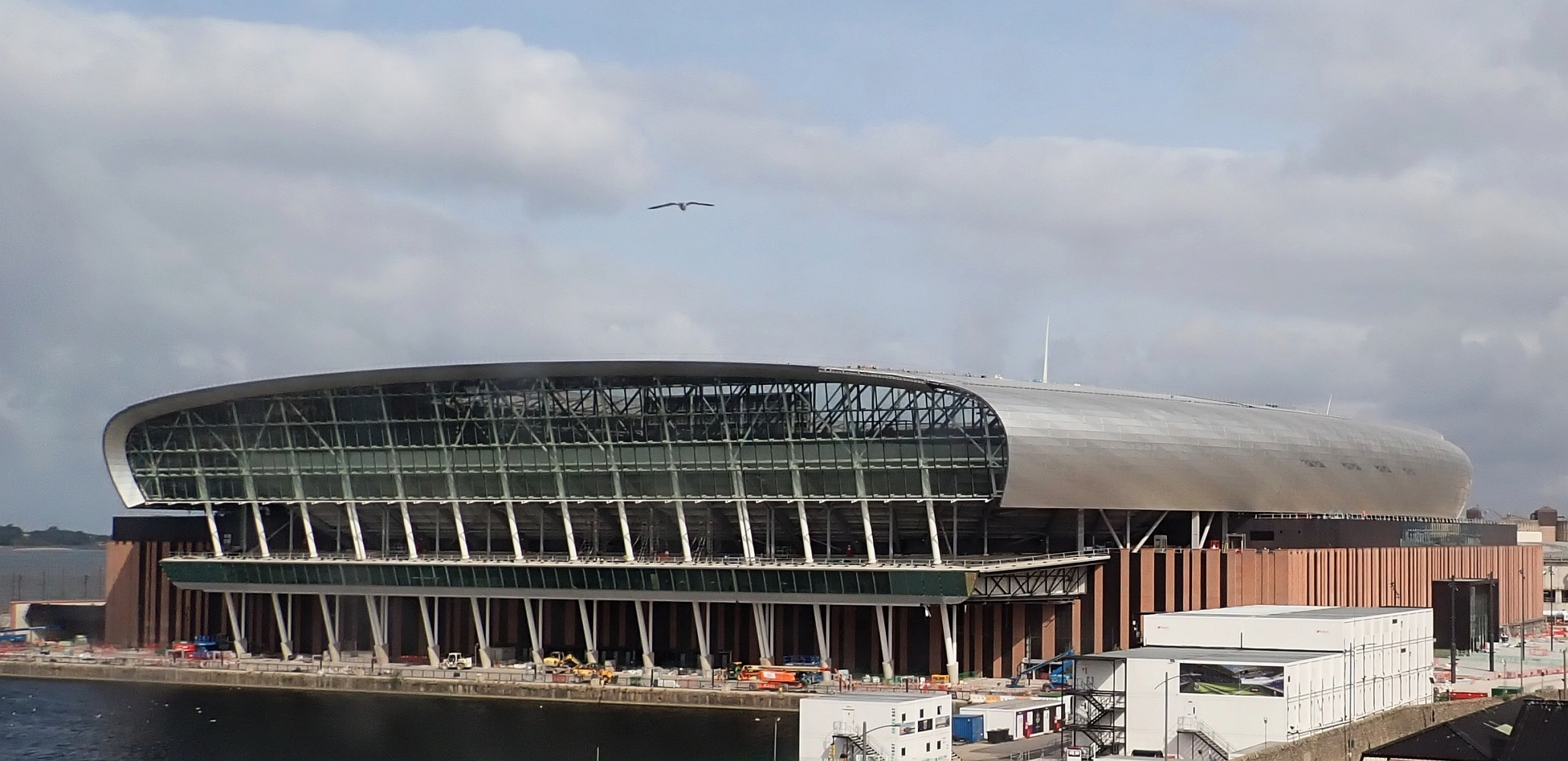
A Hill Dickinson Stadion

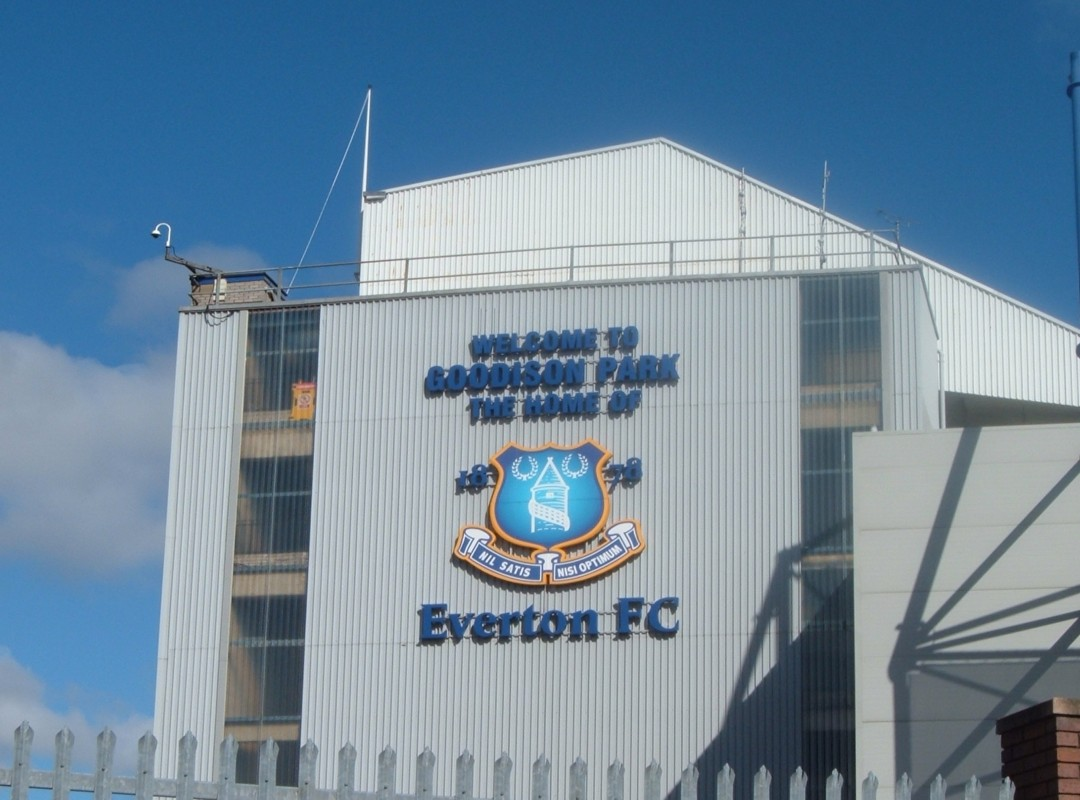
A Goodison Park az Everton címerével, amely 2025-ig volt a csapat otthona

Az Everton eredetileg a Stanley Park délkeleti részén játszott. Az első hivatalos meccset 1879-ben játszották itt. 1882-ben egy J. Cruitt nevű személy a klubnak adományozott egy földterületet a Priory Roadon, ahonnan később átköltöztek az Anfieldre, ami 1892-ig szolgált az otthonukként. A bérleti díjról szóló viták miatt a Kékeknek távozniuk kellett innen. Ekkor alakult meg a Liverpool és azóta ők használják az Anfieldet. Az Everton a Goodison Parkba költözött. A Goodisonban minden brit stadionnál több élvonalbeli meccset rendeztek. Az 1966-os VB alatt az egyik elődöntőt itt rendezték. Ez volt az első angol stadion, melybe talajfűtés került és amelyiknek először volt kettő-, majd háromemeletes lelátója.
A meccseken a játékosok kivonulásakor le szokták játszani a Johnny Todd című gyerekdalt, mely 1890-ből származik. Ezt leginkább liverpooli gyerekek szájából lehetett hallani és egy tengerészről szól, aki szomorú, mikor távol van a kedvesétől.
A tartalékok a Halton Stadiumban játszanak, Widnesben.
A csapat 2021-ben kezdett új stadiont építeni, amely folyamat 2025-re ért véget, ekkor költöztek be az új, 52 ezer néző befogadására képes Hill Dickinson Stadionba a Bramley-Moore kikötőben.

## Sikerlista
9-szeres angol bajnok:
1891, 1915, 1928, 1932, 1939, 1963, 1970, 1985, 1987
5-szörös FA-kupa győztes:
1906, 1933, 1966, 1984, 1995
Bővebben:
- 1906 1–0 a Newcastle United ellen,
- 1933 3–0 a Manchester City ellen,
- 1966 3–2 az Sheffield Wednesday ellen,
- 1984 2–0 az Watford ellen,
- 1995 1–0 a Manchester United ellen.

9-szeres angol szuperkupa (Charity/Community Shield) győztes:
1928, 1932, 1963, 1970, 1984, 1985, 1986*, 1987, 1995 (* megosztva)
Bővebben:
- 1928 2–1 a Blackburn Rovers ellen,
- 1932 5–3 a Newcastle United ellen,
- 1963 4–0 az Manchester United ellen,
- 1970 2–1 az Chelsea ellen,
- 1984 1–0 az Liverpool ellen,
- 1985 2–0 az Manchester United ellen,
- 1986 1–1 az Liverpool ellen,
- 1986 1–0 az Coventry City ellen,
- 1995 1–0 a Blackburn Rovers ellen.

1-szeres Kupagyőztesek Európa-kupája (KEK, UEFA Cup Winners' Cup) bajnok:
1985
Bővebben:
- 1985 3–1 a Rapid Wien ellen.

3-szoros Ifjúsági Kupa (FA Youth Cup) győztes:
1965, 1984, 1998
Bővebben:
- 1965 3–2 a Arsenal ellen,
- 1984 4–2 a Stoke City ellen,
- 1998 5–3 a Blackburn Rovers ellen.

## Jelenlegi keret
Utolsó módosítás: 2024. május 3.
A vastaggal jelzett játékosok felnőtt válogatottsággal rendelkeznek.
A dőlttel jelzett játékosok kölcsönben szerepelnek a klubnál.
| Mezszám                | Név                   | Nemzetiség         | Születési hely     | Születési dátum (Kor)          | Korábbi csapat           | Érték(€)   | Szerződés lejárta |
| Kapusok                | Kapusok               | Kapusok            | Kapusok            | Kapusok                        | Kapusok                  | Kapusok    | Kapusok           |
| ---------------------- | --------------------- | ------------------ | ------------------ | ------------------------------ | ------------------------ | ---------- | ----------------- |
| 1                      | Jordan Pickford       | ENG                | Washington         | 1994. március 7. (31 éves)     | Sunderland AFC           | 22 000 000 | 2027.06.30.       |
| 12                     | João Virgínia         | POR                | Faro               | 1999. október 10. (25 éves)    | Utánpótlásból került fel | 800 000    | 2025.06.30.       |
| 31                     | Andy Lonergan         | ENG                | Preston            | 1983. október 19. (41 éves)    | West Bromwich Albion FC  | 100 000    | 2024.06.30.       |
| Védők                  |                       |                    |                    |                                |                          |            |                   |
| 2                      | Nathan Patterson      | SCO                | Glasgow            | 2001. október 16. (23 éves)    | Rangers FC               | 15 000 000 | 2027.06.30.       |
| 5                      | Michael Keane         | ENG · IRE          | Manchester         | 1993. január 11. (32 éves)     | Burnley FC               | 7 000 000  | 2025.06.30.       |
| 6                      | James Tarkowski       | ENG · lengyel      | Manchester         | 1992. november 19. (32 éves)   | Burnley FC               | 13 000 000 | 2026.06.30.       |
| 18                     | Ashley Young          | ENG · JAM          | Stevenage          | 1985. július 9. (39 éves)      | Aston Villa FC           | 600 000    | 2024.06.30.       |
| 19                     | Vitalij Mikolenko     | UKR                | Cserkaszi          | 1999. május 29. (26 éves)      | FK Dinamo Kijiv          | 28 000 000 | 2026.06.30.       |
| 22                     | Ben Godfrey           | ENG · JAM          | York               | 1998. január 15. (27 éves)     | Norwich City FC          | 8 000 000  | 2025.06.30.       |
| 23                     | Séamus Coleman        | IRL                | Donegal            | 1988. október 11. (36 éves)    | Sligo Rovers FC          | 900 000    | 2024.06.30.       |
| 32                     | Jarrad Branthwaite    | ENG                | Carlisle           | 2002. június 27. (22 éves)     | Carlisle United FC       | 30 000 000 | 2027.06.30.       |
| Középpályások          |                       |                    |                    |                                |                          |            |                   |
| 8                      | Amadou Onana          | belga · Szenegál   | Dakar              | 2001. augusztus 16. (23 éves)  | Lille OSC                | 50 000 000 | 2027.06.30.       |
| 16                     | Abdoulaye Doucouré    | Mali · FRA         | Meulan-en-Yvelines | 1993. január 1. (32 éves)      | Watford FC               | 12 000 000 | 2025.06.30.       |
| 20                     | Dele Alli             | ENG · NGR          | Milton Keynes      | 1996. április 11. (29 éves)    | Tottenham Hotspur FC     | 5 000 000  | 2024.06.30.       |
| 21                     | André Gomes           | POR                | Vila Nova de Gaia  | 1993. július 30. (31 éves)     | FC Barcelona             | 12 000 000 | 2024.06.30.       |
| 27                     | Idrissa Gueye         | Szenegál           | Dakar              | 1989. szeptember 26. (35 éves) | Paris Saint-Germain FC   | 4 000 000  | 2024.06.30.       |
| 37                     | James Garner          | ENG                | Birkenhead         | 2001. március 13. (24 éves)    | Manchester United FC     | 22 000 000 | 2026.06.30.       |
| 62                     | Tyler Onyango         | ENG · KEN          | Luton              | 2003. március 4. (22 éves)     | Utánpótlásból került fel | 500 000    | 2025.06.30.       |
| Támadók                |                       |                    |                    |                                |                          |            |                   |
| 7                      | Dwight McNeil         | ENG                | Rochdale           | 1999. november 22. (25 éves)   | Burnley FC               | 20 000 000 | 2027.06.30.       |
| 9                      | Dominic Calvert-Lewin | ENG                | Sheffield          | 1997. március 16. (28 éves)    | Sheffield United FC      | 22 000 000 | 2025.06.30.       |
| 10                     | Arnaut Danjuma        | holland · NGR      | Lagos              | 1997. január 31. (28 éves)     | Villarreal CF            | 17 000 000 | 2024.06.30.       |
| 11                     | Jack Harrison         | ENG                | Stoke-on-Trent     | 1996. november 20. (28 éves)   | Leeds United FC          | 22 000 000 | 2024.05.31.       |
| 14                     | Beto                  | GNB · portugál     | Lisszabon          | 1998. január 31. (27 éves)     | Udinese Calcio           | 22 000 000 | 2027.06.30.       |
| 28                     | Chermiti              | portugál · Tunézia | Santa Maria        | 2004. május 24. (21 éves)      | Sporting CP              | 9 000 000  | 2027.06.30.       |
| 61                     | Lewis Dobbin          | ENG                | Stoke              | 2003. január 3. (22 éves)      | Utánpótlásból került fel | 2 500 000  | 2025.06.30.       |
| Kölcsönadott játékosok |                       |                    |                    |                                |                          |            |                   |
| Név                    | Poszt                 | Nemzetiség         | Születési hely     | Születési idő (kor)            | Kölcsönben itt           | Érték (€)  | Kölcsön lejárta   |
| Mason Holgate          | védő                  | ENG · JAM          | Doncaster          | 1996. október 22. (28 éves)    | Sheffield United FC      | 5 000 000  | 2024.05.31.       |
| Neal Maupay            | támadó                | FRA · argentin     | Versailles         | 1996. augusztus 14. (28 éves)  | Brentford FC             | 12 000 000 | 2024.06.30.       |

## Ismert játékosok
| - Theo Walcott - Wayne Rooney - Colin Harvey - Dixie Dean - Bob Latchford - Alan Ball - Dave Hickson - Kevin Campbell - Sam Chedgzoy - Adrian Heath - Howard Kendall - Gary Lineker - Duncan McKenzie - Joe Royle - Gary Stevens |  | - Ray Wilson - David Unsworth - Graham Stuart - Brian Labone - Tommy Lawton - Mick Lyons - Joe Mercer OBE - Peter Reid - Ted Sagar - Trevor Steven - Derek Temple - Dave Watson - Martin Keown - Paul Gascoigne - Phil Neville |  | - Kevin Sheedy - Duncan Ferguson - Andy Gray - Graeme Sharp - Alex Young - David Weir - Kevin Ratcliffe - Neville Southall MBE - Roy Vernon - Barry Horne - Mark Hughes - TG Jones - Pat Van Den Hauwe |  | - Tim Cahill - Romelu Lukaku - David Ginola - Olivier Dacourt - Louis Saha - Royston Drenthe - Andy van der Meyde - Per Krøldrup - Thomas Gravesen - Anders Limpar - Tobias Linderoth - Marco Materazzi - Daniel Amokachi - Joseph Yobo |

## Híres Everton-szurkolók
| - Alan Ball - labdarúgó - Michael Ball - labdarúgó - Joey Barton - labdarúgó - Jamie Carragher - labdarúgó - Robbie Fowler - labdarúgó - Steve McManaman - labdarúgó - David Nugent - labdarúgó - Michael Owen - labdarúgó - Wayne Rooney - labdarúgó - Tim Cahill - labdarúgó - Lewis Holtby - labdarúgó - Eirik Bakke - labdarúgó - Duncan Ferguson - Henrik Larsson - labdarúgó - Anders Limpar - labdarúgó - Landon Donovan - labdarúgó - Ian Rush - labdarúgó - Robbie Savage - labdarúgó - Gary Speed - labdarúgó |  | - Tony Bellew - ökölvívás - Matt Dawson - rögbi - John Higgins - snooker - John Parrott - snooker - Judi Dench - színésznő - Ian Hart - színész - Amanda Holden - színésznő - Dolph Lundgren - színész - Sylvester Stallone - színész - Ian Astbury - zenész (The Cult) - Pete Best - zenész (The Beatles) - Paul McCartney - zenész (The Beatles) - Liz McClarnon - zenész (Atomic Kitten) |

## Külső hivatkozások
- Az Everton hivatalos weboldala
- The Blueroom (A hivatalos honlap szurkolói fóruma)
- NSNO
- BlueKipper
- Gwladys Street End – Az Everton magyar blogja
- Az Everton FC független szurkolói weboldala
- Hírek, statisztikák
- Statisztikák